# Aerenea quadriplagiata
Aerenea quadriplagiata là một loài bọ cánh cứng trong họ Cerambycidae.